# Vestalis beryllae
Vestalis beryllae – gatunek ważki z rodziny świteziankowatych (Calopterygidae).